# Brachymeria risbeci
Brachymeria risbeci är en stekelart som beskrevs av Wallace A. Steffan 1954. Brachymeria risbeci ingår i släktet Brachymeria och familjen bredlårsteklar.
Artens utbredningsområde är Senegal. Inga underarter finns listade.